# Leutenthal
Leutenthal ist ein Ortsteil der Landgemeinde Ilmtal-Weinstraße im Norden des Landkreises Weimarer Land.

## Lage
Der landwirtschaftlich geprägte Ort Leutenthal liegt etwa drei Kilometer südöstlich von Buttelstedt, und rund 37 Kilometer südwestlich von Schulpforta, dem Ort des früheren Klosters Pforte. Die Wohnbebauung liegt zum großen Teil beidseitig der Scherkonde. Über 80 Prozent der ehemaligen Gemeindefläche sind landwirtschaftliche Nutzfläche, davon 90 Prozent Ackerland.

## Geschichte

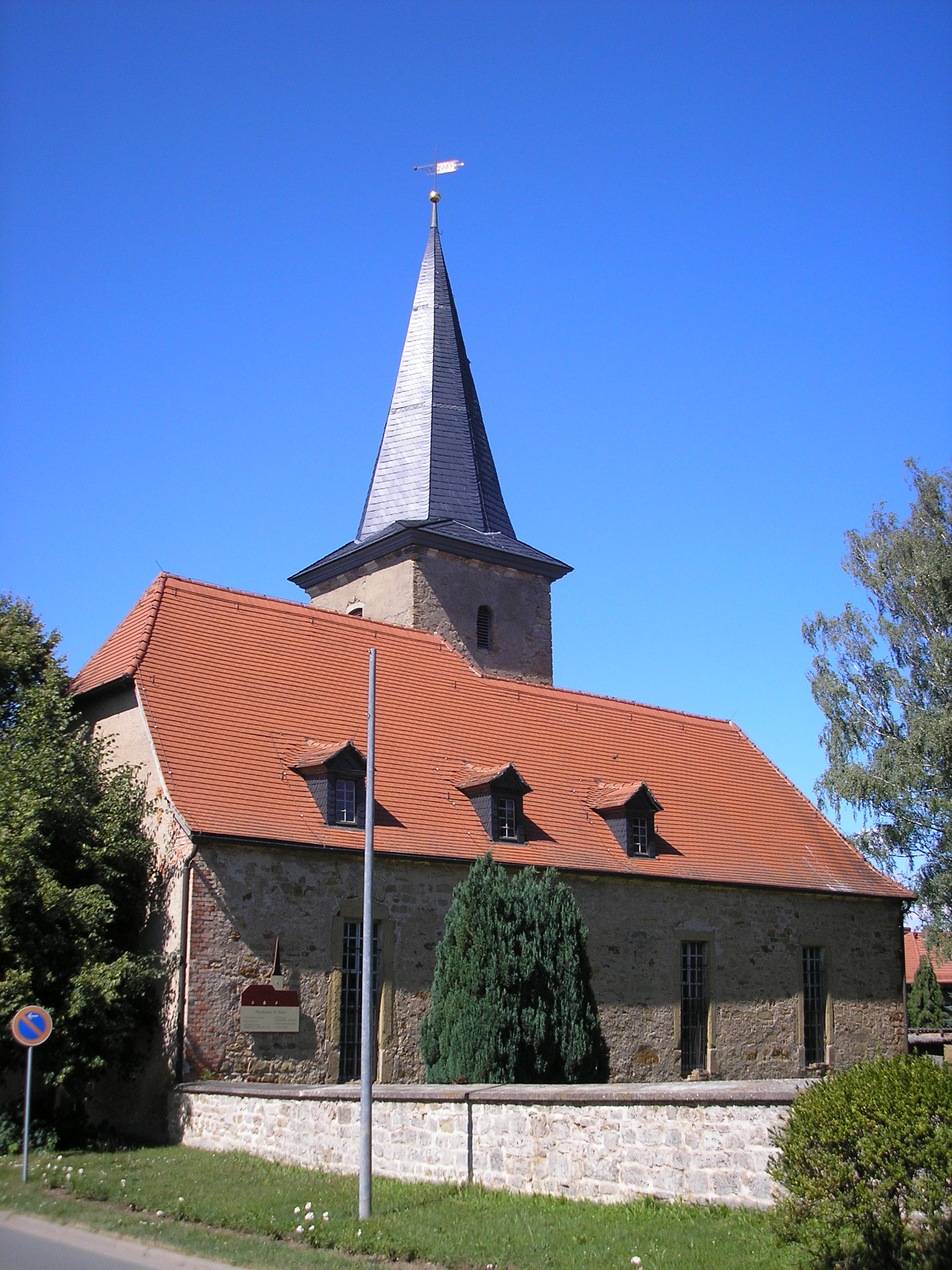
Kirche Leutenthal

Leutenthal wurde erstmals 1250 als Ludental anlässlich des Verkaufs von Landflächen an das Kloster Pforta durch das Kloster Wechterswinkel urkundlich erwähnt. Weiterer Besitz in der Ortslage ist 1341 für das Kloster Heusdorf (bei Apolda) nachgewiesen. Im Zuge der Reformation wurden die Klostergüter 1552 landesherrlicher Besitz, aber schon rund ein Jahrzehnt später wieder als Lehen ausgegeben. Das hieraus entstehende Rittergut wurde 1842 aufgelöst, seine Wohnplätze und agrarischen Flächen an Bauern verkauft. Neben der vorherrschenden bäuerlichen Erwerbstätigkeit gab es schon 1541 eine Mühle und im 16. Jahrhundert umfangreichen Waidanbau. 1843 arbeiteten eine Ölmühle und vorwiegend kleine handwerkliche Betriebe in Leutenthal.
Zum Rittergut Leutenthal gehörten die Orte Leutenthal und Sachsenhausen. Die beiden Orte bildeten zusammen mit den benachbarten drei Orten der Kommende Liebstedt (Liebstedt, Wohlsborn, Goldbach) eine Exklave des zum Kurfürstentum Sachsen gehörigen Amts Eckartsberga. Durch die Beschlüsse des Wiener Kongresses 1815 kam die Exklave zum Großherzogtum Sachsen-Weimar-Eisenach. Während die drei Orte der Kommende Liebstedt dem Amt Weimar angegliedert wurden, kamen Leutenthal und Sachsenhausen im Jahr 1817 zum Amt Buttstädt, welches 1850 im Verwaltungsbezirk Apolda des Großherzogtums Sachsen-Weimar-Eisenach aufging. 1920 kam Leutenthal zum Land Thüringen.
Vom 26. Juni 1887 bis zum 11. April 1946 war Sachsenhausen-Leutenthal an die im Volksmund Laura genannten Schmalspurbahn Weimar–Rastenberg/Großrudestedt, die von der Weimar-Rastenberger Eisenbahn-Gesellschaft (WREG) mit Sitz in Weimar betrieben wurde, an Kilometer 10,47 angebunden. Im Empfangsgebäude des Bahnhofs Sachsenhausen-Leutenthal ist mittlerweile ein Kindergarten untergebracht.
Am 1. Januar 2019 wurde die Gemeinde Leutenthal in die Landgemeinde Ilmtal-Weinstraße eingemeindet, zuvor war sie Teil der Verwaltungsgemeinschaft Nordkreis Weimar.

## Sehenswürdigkeiten
- Die Dorfkirche mit einem bemalten Holztonnengewölbe stammt aus dem 15. Jahrhundert und wurde im ersten Viertel des 18. Jahrhunderts umgebaut. 1993 wurde die St. Vitus geweihte Kirche neu eingedeckt.

## Wirtschaft
Die Bebauung der landwirtschaftlichen Flächen des Ortes wird im Wesentlichen von zwei Agrar-Genossenschaften betrieben, im geringen Umfang ist auch noch Nebenerwerbslandwirtschaft zu finden. Versorgungsdienstleistungen und Handwerk sind noch mit wenigen Betrieben ansässig. Die Gemeinde ist seit 1994 Förderschwerpunkt im thüringischen Dorferneuerungsprogramm.

## Kultur und Veranstaltungen
Der Kulturverein Leutenthal e. V. pflegt sowohl die traditionelle Kirmes als auch andere Veranstaltungen im Ort.